# Kokuji
Els kokujis (国字; literalment "caràcters nacionals") o wasei kanjis (和製漢字; lit. "caràcters xinesos fets al Japó") són kanjis peculiars del Japó. Hi ha centenars de kokujis. Molts d'ells són rarament emprats, però n'hi ha uns quants que han esdevingut aportacions importants en l'escriptura japonesa.
Exemples de kokujis són:
鰯 樫 粁 喰 込 榊 鴫 糎 凧 鱈 栂 辻 峠 栃 噸 凪 匂 畑 畠 噺 鋲 辺 柾 俣 麿 粍 杢 籾 匁 鑓 枠 毟 乄 挘 桛 梻